# Gabriel Fernández (basketballer)
Gabriel Fernández (Lomas de Zamora, 23 oktober 1976) is een Argentijns-Italiaans voormalig basketballer.

## Carrière
Fernández speelde gedurende zijn carrière voor een aantal clubs in Spanje en vooral eigen land.
Als lid van de nationale jeugdploegen van Argentinië speelde Fernández in 1995 op de FIBA Wereldbeker onder 19 jaar en in 1997 op de FIBA Wereldbeker onder 21 jaar.
Als lid van de Argentijnse nationale seniorenploeg speelde hij op de volgende toernooien het FIBA Zuid-Amerikaans Kampioenschap in 1997, de 1997 FIBA AmeriCup, de 1998 FIBA World Cup, de Pan American Gamesin 1999, de FIBA AmeriCup 1999 (bronzen medaille), het Zuid-Amerikaans Kampioenschap in 2001 (gouden medaille), de FIBA AmeriCup 2001 (gouden medaille), de FIBA Wereldbeker 2002 (zilveren medaille), de FIBA Zuid-Amerikaans Kampioenschap 2003 (gouden medaille), de FIBA AmeriCup 2003 (zilveren medaille), en de FIBA AmeriCup 2005 (zilveren medaille).
Hij maakte ook deel uit van het gouden medaille winnende team van Argentinië in de Olympische Zomerspelen van 2004.

## Erelijst
- 1x Spaans landskampioen: 2002
- 1x Spaans bekerwinnaar: 2002
- 2x Argentijns landskampioen: 2001, 2014
- 1x Liga Sudamericana de Básquetbol: 2001
- 1x Campeonato Panamericano de Clubes de Básquetbol: 2000
- Olympische Spelen: 1x
- Wereldkampioenschap: 1x
- FIBA AmeriCup: 1x , 2x , 1x
- Zuid-Amerikaans kampioenschap: 1x , 2x , 1x